# Église des Chartreux de Marseille
L’église Sainte-Marie-Madeleine des Chartreux se trouve place Edmond-Audran dans le 4e arrondissement de Marseille. Avant d’être une église paroissiale, cette église était la chapelle d'un monastère de l'ordre des Chartreux qui a donné son nom au quartier.
  Ce site est desservi par la station de métro Chartreux.

## Fondation du monastère
Les chartreux de Villeneuve-lès-Avignon, sous l'impulsion de leur prieur, dom Pacifique de Mont, décidèrent de créer à Marseille un nouvel établissement. Le 16 novembre 1632, le premier consul de Marseille, M. de Bourgogne, propose au Conseil d'accepter la création du monastère. De même l'évêque de Marseille, Mgr de Loménie, donna un avis favorable à l’érection de cette chartreuse. L'emplacement où se trouve l’église actuelle fut choisi car il était assez proche de la ville mais situé dans un lieu calme avec des terres irrigables à partir du ruisseau du Jarret. Les chartreux achetèrent une propriété à Jean Passandre et la première pierre de l’édifice fut posée le 8 septembre 1633, jour de la nativité de la Vierge, par le maréchal de Vitry, gouverneur de Provence.
Louis XIV mit le couvent sous sa sauvegarde en 1656.

## Construction du monastère
La chartreuse de Villeneuve-lès-Avignon aida régulièrement cette nouvelle fondation. Des dons de familles aristocratiques (Antoine de Valbelle, Gaspard de Foresta, Jean Garnier, Louis de Paulo) permirent d’édifier les premières cellules des moines ainsi que le petit cloître qui fut terminé en 1651 et béni le 16 avril 1652 par l'évêque de Marseille, Mgr de Puget. Le couvent s’équipe en livres précieux, vases et vêtements sacrés grâce aux dons de la chartreuse de Villeneuve-lès-Avignon.
En 1666, dom Jean-Baptiste Berger est nommé prieur de la Chartreuse de Marseille. Il se révéla bon administrateur mais fit surtout preuve de réels talents d'architecte ; il réalisa le projet d’ensemble des bâtiments du monastère et de l'église. La construction de l'église débuta en 1680, mais, des difficultés financières étant apparues, elle ne fut consacrée par l'évêque de Marseille, Mgr de Vintimille, que le 11 décembre 1702.
L'apogée du monastère sera atteint à la fin de ce XVIIe siècle grâce notamment au prestige de ses prieurs, en particulier dom Berger (prieur de 1666 à 1675 et de 1700 à 1702). Celui-ci était parvenu presque au sommet de la hiérarchie cartusienne. En 1686, il fut prieur de Rome et procureur général de l'ordre des Chartreux. Après avoir obtenu d'être relevé de ses charges, il fut rappelé pour être prieur de Villeneuve-Lès-Avignon puis de Marseille. À peine l'église achevée, il se retira définitivement et mourut comme simple religieux à Marseille le 2 janvier 1719.
De 1703 jusqu’à la Révolution, la communauté mena dans ses bâtiments neufs une existence paisible.

## L'époque révolutionnaire
À cette époque, l'entrée de la chartreuse se situait sur l'actuelle place Pierre-Brossolette. Une allée, actuellement boulevard d'Arras, conduisait à l’église et aux divers bâtiments. Le petit cloître était situé derrière l'église. Le grand cloître, demeuré inachevé car il ne comptait qu'une quinzaine de cellules sur les 30 initialement prévues, s'étendait jusqu'à la rue Meyer. L’axe de ce grand cloître forme l'actuel boulevard de la fédération.
Le 28 octobre 1789, les vœux monastiques furent interdits comme incompatibles avec les principes de la déclaration des droits de l'homme. Les ordres religieux furent supprimés et leurs biens confisqués. La communauté de Marseille, forte de 15 ou 16 pères chartreux, fut dissoute. Les biens furent vendus par lots dès le 29 décembre 1790 jusqu'au 11 juin 1793. Le 31 janvier 1791, les 2.480 livres de la bibliothèque qui formaient l'une des plus riches bibliothèques cartusiennes de Provence, furent vendus ; la liquidation dura neuf jours et le produit en fut dérisoire : 2.097 livres 16 sols. En 1792 et 1793 les bâtiments contigus à l’église (cloîtres, moulins à vent et à eau) furent vendus ainsi que les jardins qui furent achetés par des maraîchers. Seule l'église ne fut pas aliénée.
Les pères chartreux furent dispersés. L'un d’eux, dom Joseph de Martinet, resta sur place se cachant d’abord dans les ruines du monastère puis menant une vie errante. Il fut d'août 1792 à juillet 1793 le seul prêtre non jureur à exercer un ministère à Marseille. Il mourut le 12 juin 1795 et fut enterré dans un jardin de la rue d'Aix. Ses restes furent transférés le 23 février 1856 dans l'église des chartreux.
L'église des Chartreux devint l'église paroissiale Sainte-Marie-Madeleine des Chartreux en 1803.

## L'église auXIXesiècle.

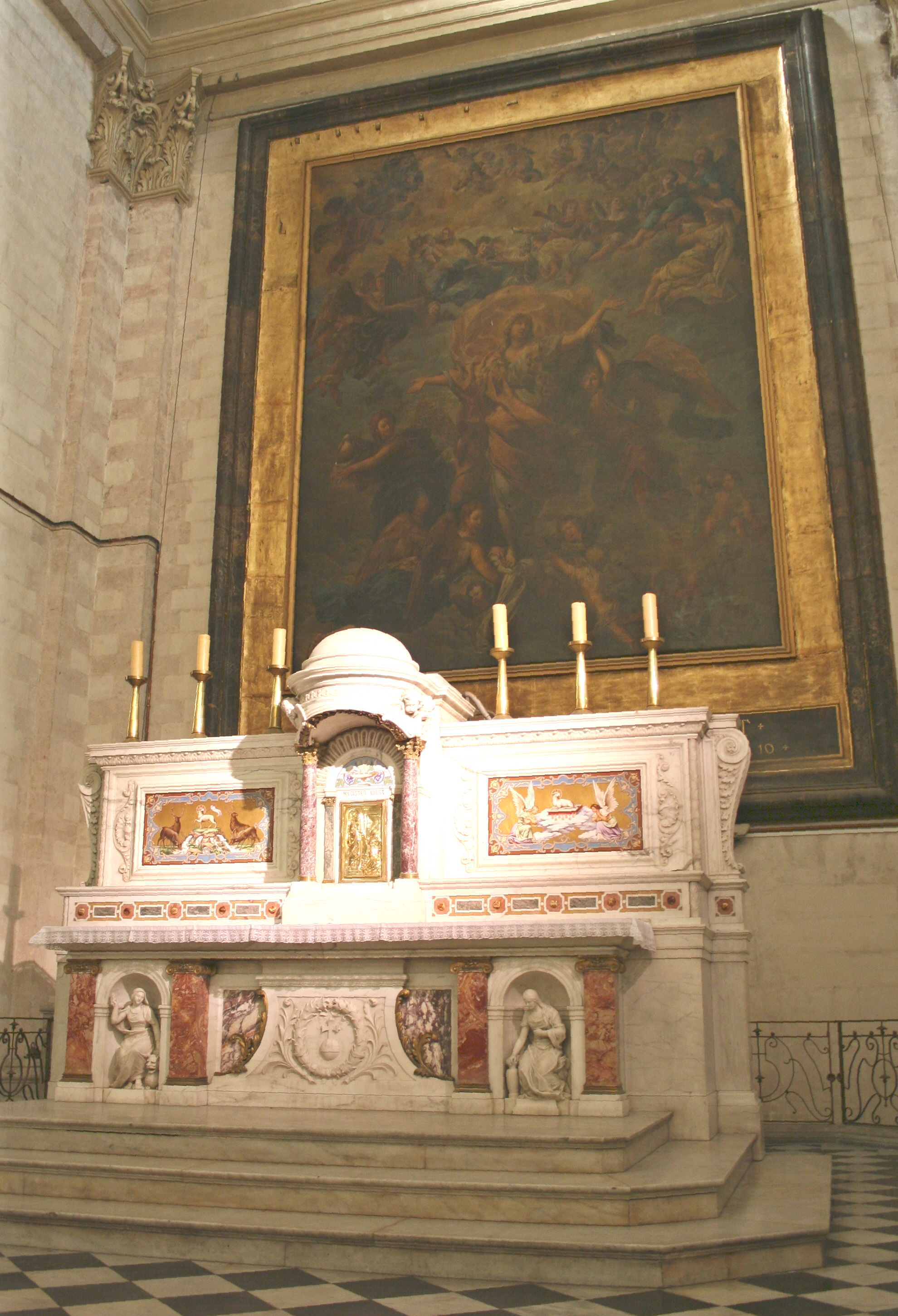
Maître autel et l'apothéose de Sainte-Marie-Madeleine

La vie de la paroisse des chartreux à l'époque peu peuplée est difficile pendant les premières décennies du XIXe siècle. En 1803, la municipalité installe sur une parcelle de l'ancien jardin de la chartreuse au boulevard d'Arras, un jardin des plantes qui subsistera jusqu'à la construction de la ligne de chemin de fer Marseille-Toulon. Ce jardin, dirigé par Lacour Gouffé, attira l'attention des Marseillais et de leurs édiles sur l'église des Chartreux qui lui est proche.
En 1833, on réinstalla dans le chœur le tableau de L'apothéose de Sainte Marie Madeleine de Michel Serre. C’est le seul tableau qui subsiste des 35 toiles que possédait le monastère. Le musée Longchamp en possède quatre.
L'augmentation rapide de la population du quartier à partir de la deuxième moitié du XIXe siècle rendait l'église trop petite pour certaines cérémonies. Il fut donc envisagé de percer les arcades aveugles qui séparaient la nef des bas-côtés. En 1850, le maire Jean-François Honnorat chargea l'inspecteur des bâtiments communaux d'étudier cette question. Dans un rapport du 20 mars 1859, une commission de six architectes, dont Henri-Jacques Espérandieu, et de conseillers municipaux reconnut la nécessité de ces travaux qui furent réalisés en 1860.

## L'église actuelle
L'église des Chartreux, bien que située en dehors des circuits traditionnels touristiques, mérite une visite car elle est la plus belle réalisation religieuse du XVIIe siècle marseillais avec la chapelle de la Vieille-Charité.

### L'extérieur
La façade de l'église, d'une hauteur de 31 mètres, est précédée d'un péristyle de 28,60 mètres de largeur soutenu par huit colonnes ioniques hautes de 10,60 mètres et de 1,95 mètre de diamètre. L'entablement porte l'inscription : Cartusia Villae Novae Hanc Massiliensem fundavit Anno MDCXXXIII (La chartreuse de Villeneuve a fondé cette maison à Marseille en 1633). Au-dessus des colonnes, huit socles devaient porter des statues qui, faute de financement, n'ont jamais été mises en place. L'ordre supérieur, en retrait de cinq mètres, ne correspond qu'à la nef centrale. Il est décoré de quatre pilastres corinthiens avec au centre une grande verrière. Un fronton surmonté de la croix couronne le tout.
Les épais ventaux de la porte en noyer sont l’œuvre de maîtres menuisiers : Olivier Guignat et Jean-Baptiste Onillon (1700). Deux médaillons ont été ajoutés en 1956 représentant Saint Bruno et sainte Marie-Madeleine, sculptés par Alfred Lang.

### L'intérieur
La grande nef mesure 46,90 mètres de long, 10,20 mètres de large et 25,60 mètres de haut. Sa décoration principale est une remarquable corniche. 
Dans cette grande nef : une chaire monumentale en bois de chêne, de style flamand, provenant des ateliers des frères Goyer de Louvain (1862), un Christ taillé dans un tronc de la Sainte Baume par Chauval (artiste de passage). Sous la coupole l'emblème des chartreux à savoir un globe crucifère entouré de sept étoiles. En tribune, le Grand-Orgue de la maison Mutin (1912).
Le maître-autel, réalisé sur les plans de l'architecte Théophile Dupoux par les ateliers Sauvigne de la Capelette (1893), représente un tombeau décoré en son centre par les armes des Chartreux (le globe et la croix dans une guirlande de lauriers). Dans une niche à droite se trouve une représentation de sainte Marie Madeleine reconnaissable au vase de parfum placé à ses pieds tandis que dans une niche à gauche on reconnait sainte Marthe terrassant le dragon. Ce maître-autel fait l’objet d’un classement au titre des monuments historiques depuis le 19 juin 2002.
Les collatéraux abritaient les chapelles destinées aux messes lues des pères chartreux.
- Collatéral gauche : Dans la première travée on remarque la chapelle des fonts baptismaux avec une statue en marbre Notre Dame du rosaire qui avait été enfouie dans les anciens jardins du monastère par les derniers occupants du couvent afin de la soustraire à la destruction révolutionnaire. Dans la cinquième travée se trouve une statue de Saint Joseph à l'enfant Jésus. Dans la dernière travée, on remarque la chapelle de la Vierge.
- Collatéral droit : dans la première travée statue de sainte Thérèse de l'enfant Jésus, dans la deuxième tombeau de dom Joseph Martinet surmonté de son masque mortuaire, dans la cinquième statue de saint Antoine de Padoue par Louis Botinelly (1956), dans la sixième statue de saint Bruno également par Louis Botinelly. Au fond, chapelle de sainte Marie-Madeleine avec sa statue par Botinelly, un autel tabulaire de Lang et une reproduction du projet initial de la Chartreuse par dom Berger.

De nouveaux vitraux remplacent ceux de 1870 brisés à la suite d’une violente explosion survenue le 3 septembre 1952 dans les locaux de l'huilerie Rabatau voisine (rue Banon) et qui fit 17 morts, des dizaines de blessés, des milliers de sinistrés.

Intérieur de l'église
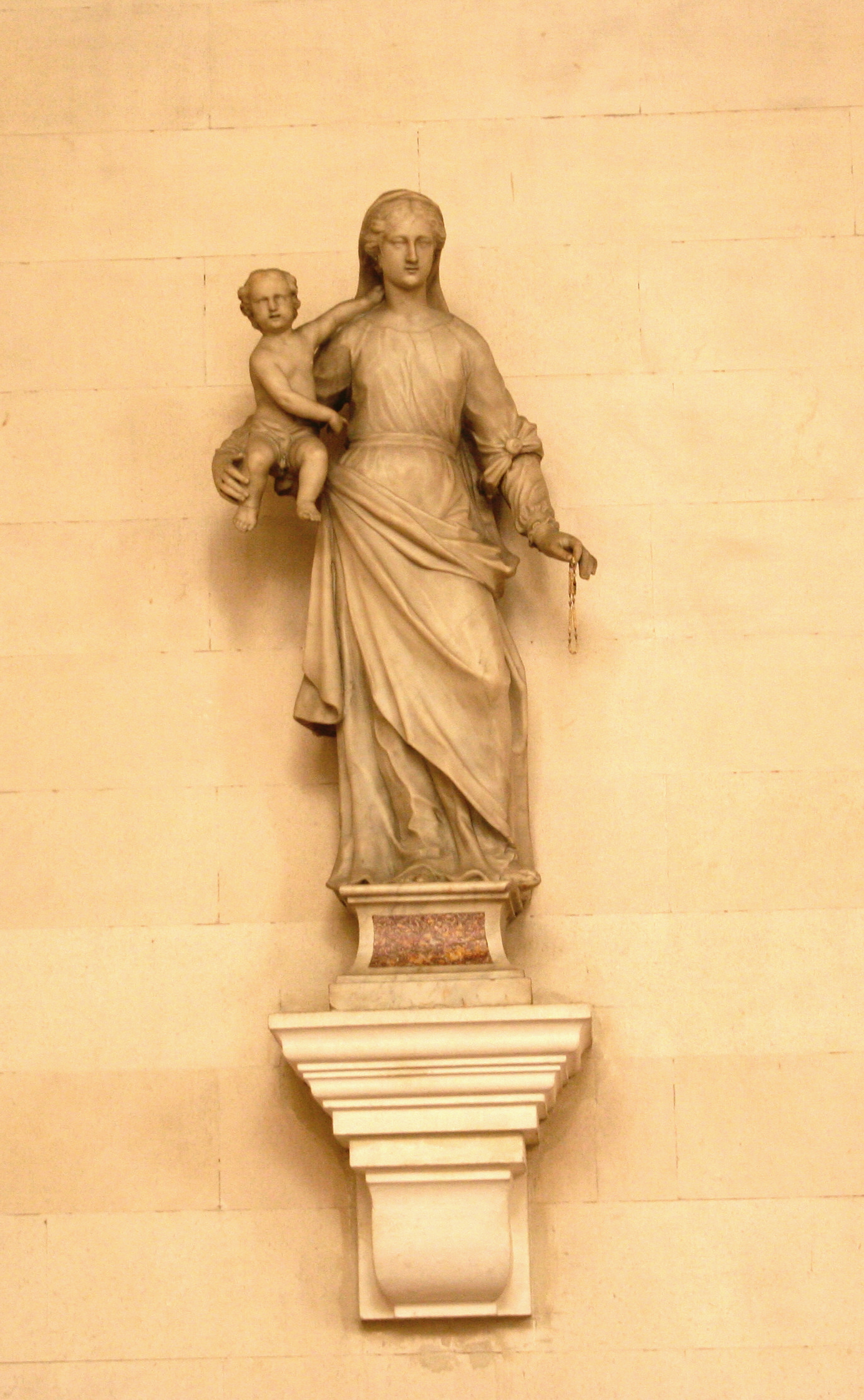
Notre Dame du rosaire (11)
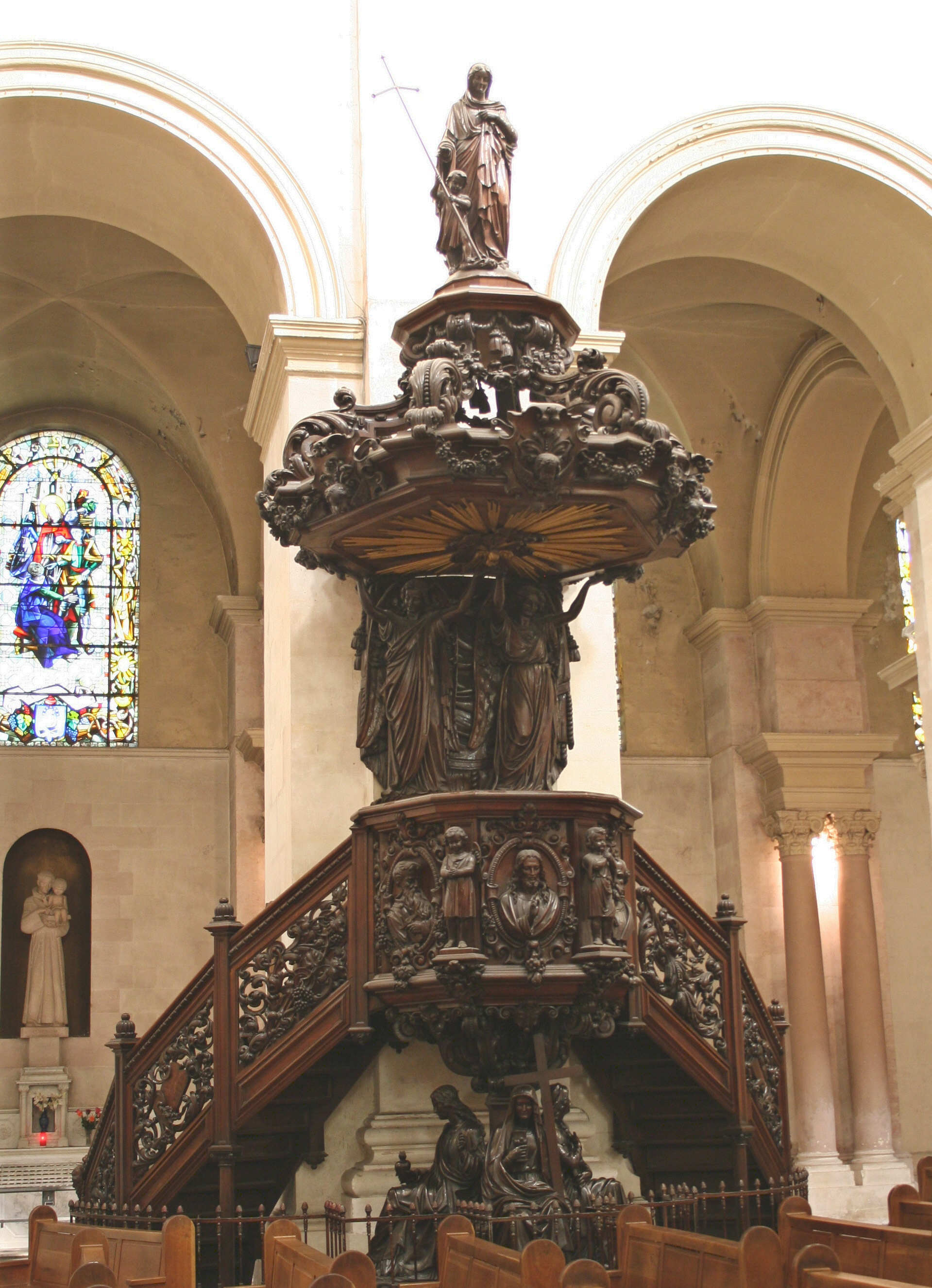
Chaire (4)
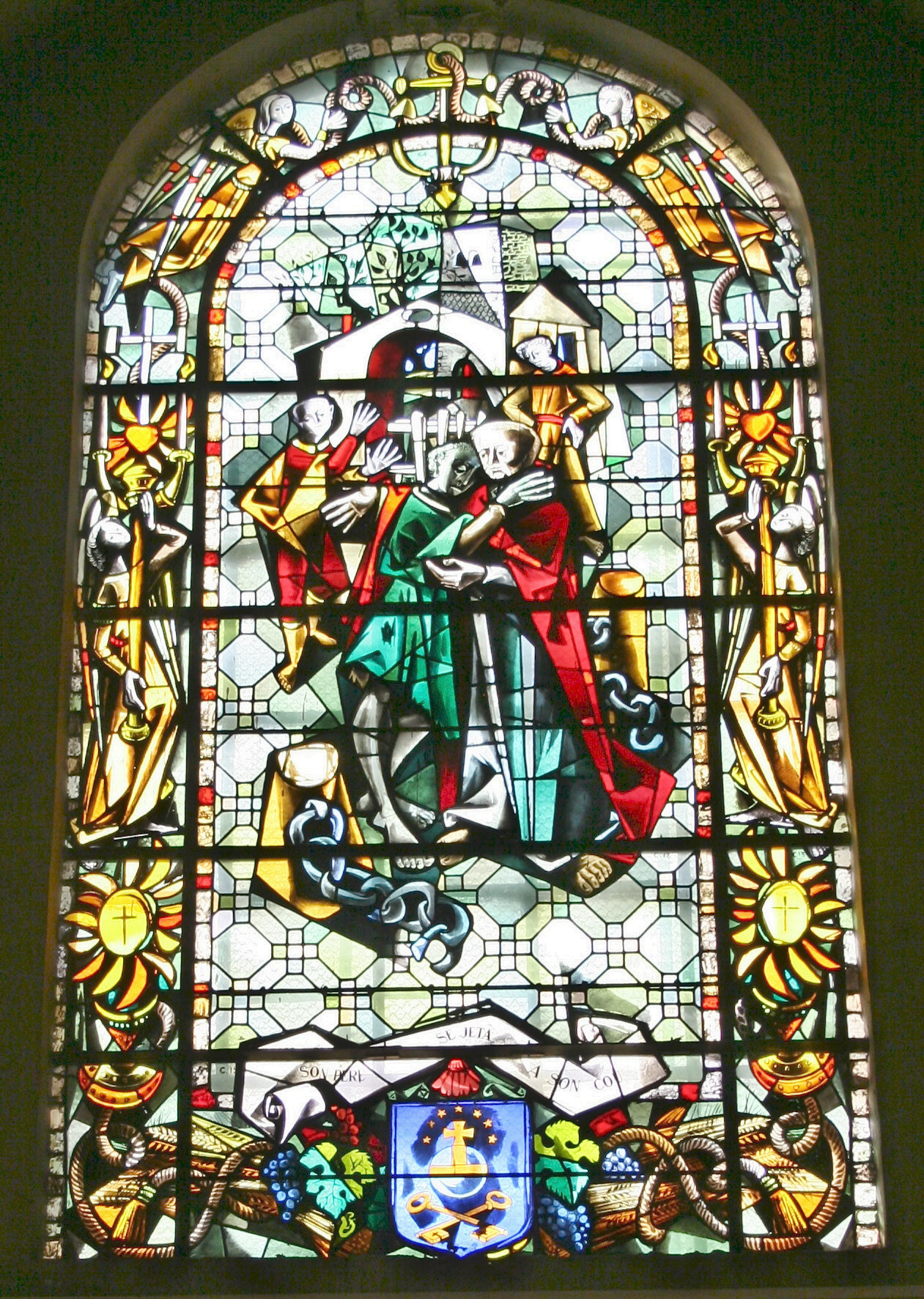
Vitrail (16)
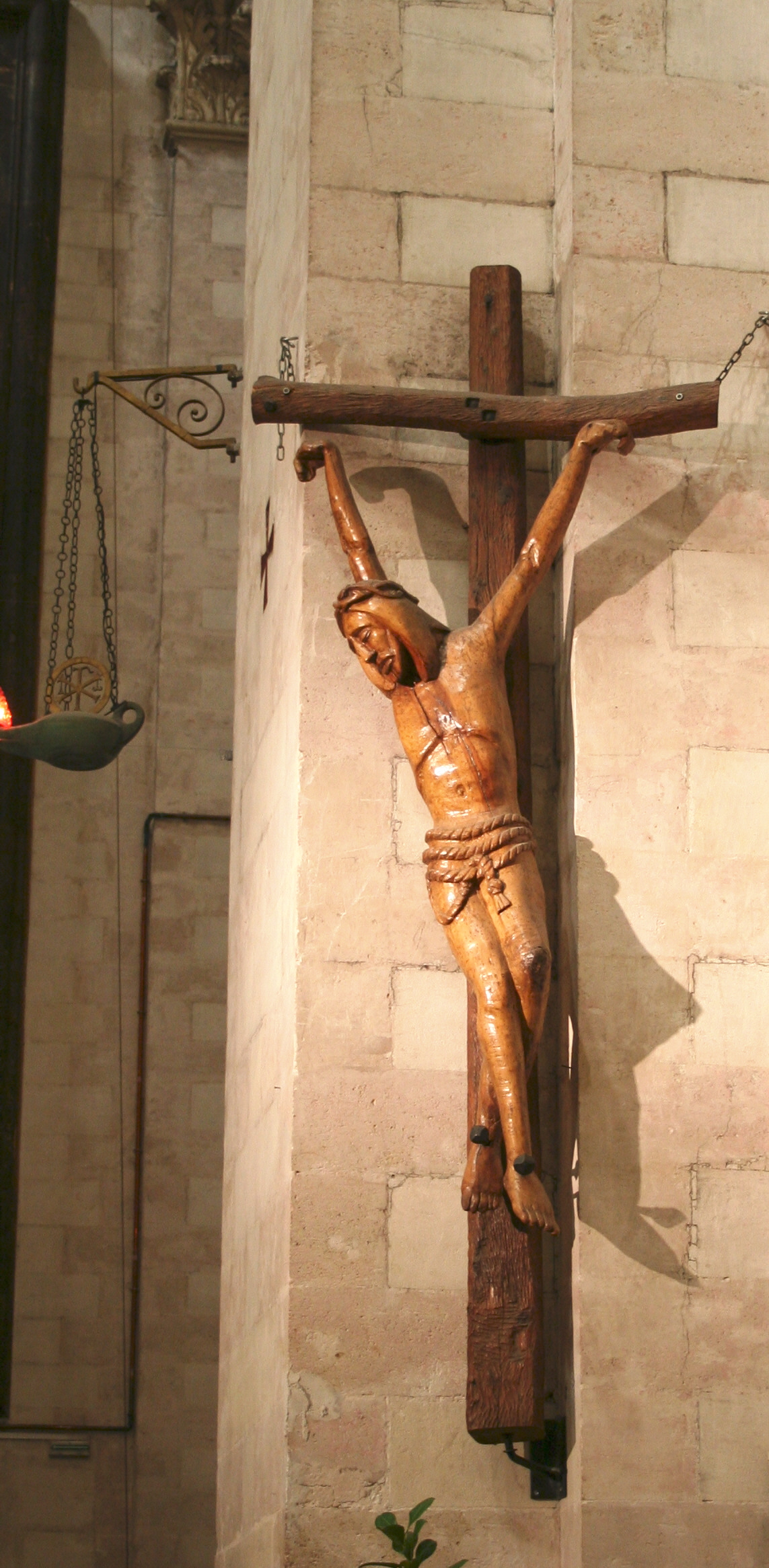
Christ en croix (3) Sculpture de Georges Chauvel
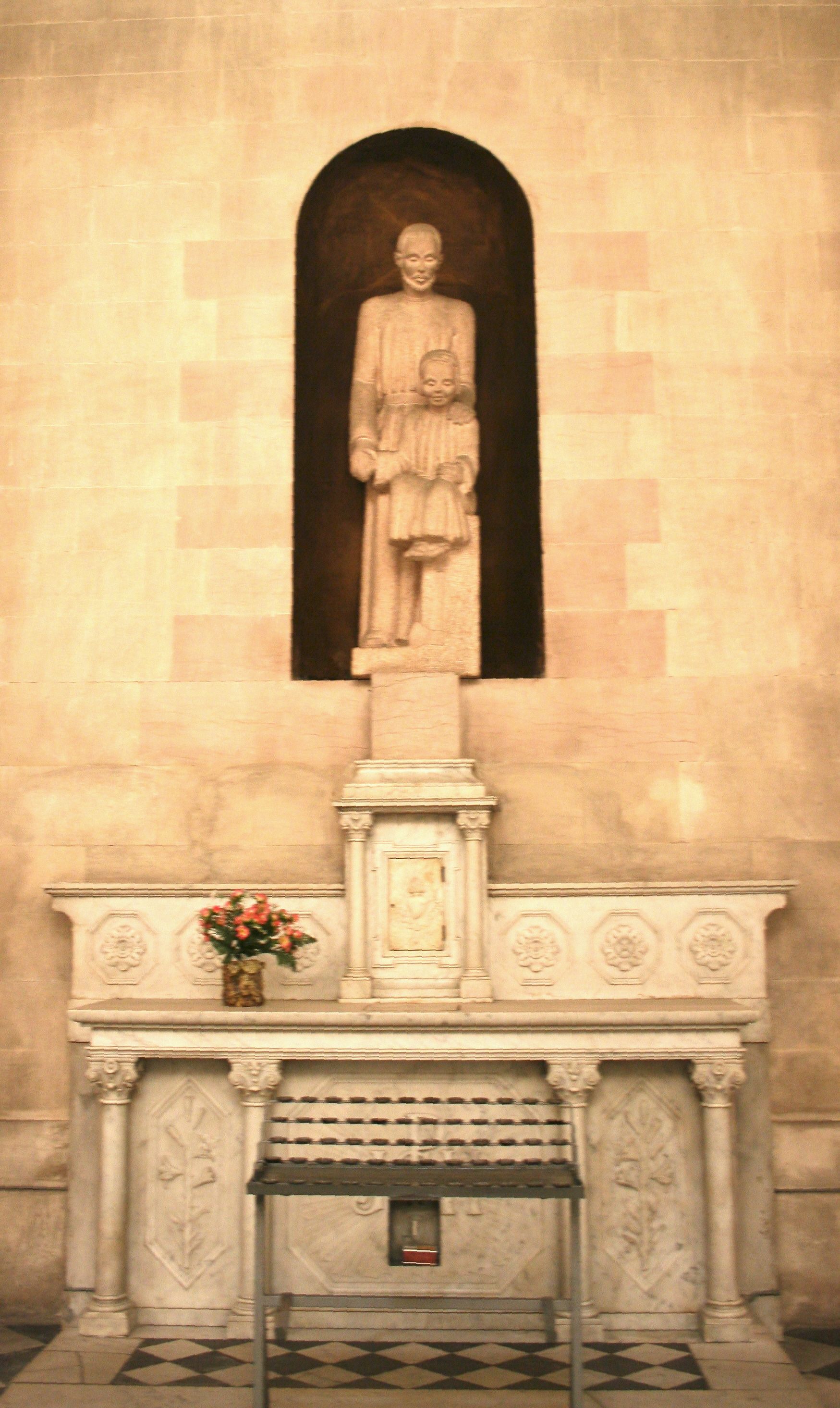
Saint Joseph et l'enfant Jésus (12) Sculpture d'Alfred Lang

### Le Grand-Orgue
Le 15 août 1906, un incendie dans l'édifice détruit notamment un orgue Daublaine & Callinet de 1843. Il est alors décidé de construire un nouvel instrument dont la composition est proposée par Henri Messerer, organiste à Saint-Charles-Borromée et directeur du Conservatoire de Marseille. 
Œuvre et chef-d'œuvre du facteur Charles Mutin, le Grand-Orgue livré en 1912 comprend trente-deux jeux répartis sur trois claviers manuels et pédalier. Il est inauguré par Joseph Bonnet le 8 février 1912.
Très peu modifié depuis, l'instrument a été entièrement démonté en septembre 2024 pour restauration.

## Plan de l'église

plan de l'église

Légende du plan: 1- La Madeleine enlevée par les anges, tableau de Michel Serre, 2- Maître-autel, 3- Christ en croix, sculpture de Chauvel, 4- Chaire, 5- Tombeau de Dom Joseph Martinet, 6- Statue de sainte Thérèse de l'Enfant Jésus par Alfred Lang 7- Statue de saint Antoine de Padoue par Louis Botinelly, 8- Statue de saint Bruno par Louis Botinelly, 9- Statue de sainte Marie Madeleine par Louis Botinelly, 10- Fonts baptismaux, 11- Statue de la Vierge à l'Enfant dite Notre-Dame du Rosaire, 12- Statue de saint Joseph et l'Enfant Jésus par Alfred Lang, 13- Pietà sculpture d'Elie Jean Vézien, 14- Bas-relief de l'Annonciation par Barat, 15- Statue de Notre-Dame de Lourdes par Elie Jean Vézien, 16- Vitraux,- 17- Grand-Orgue Mutin,- 18- Appliques lumineuses.